# Physalis galeottiana
Physalis galeottiana är en potatisväxtart som beskrevs av Wilhelm Gerhard Walpers. Physalis galeottiana ingår i släktet lyktörter, och familjen potatisväxter. Inga underarter finns listade i Catalogue of Life.